# Antolín Merino
Fray Antolín Merino de Bolea (Ayuela de Valdavia, Palencia, 2 de septiembre de 1745 - 22 de marzo de 1830) fue un religioso agustino, historiador y escritor español, editor de las obras de fray Luis de León.

## Biografía
Nació en Ayuela de Valdavia, con privilegio de behetría, y fue bautizado el 12 de septiembre, hijo legítimo de Andrés Merino y Andrea de Bolea, labradores. Con deseos de saber a los 15 años su padre le envió a Valladolid para cursar filosofía en la Universidad y en tres años se graduó bachiller en Artes; en enero de 1765, cuando aún no tenía cumplidos 20 años, ingresó en la Orden de San Agustín, profesando en Valladolid; estuvo luego en Salamanca, donde estudió Teología, griego y hebreo. Después se ordenó sacerdote y se dedicó a la enseñanza y a desempeñar cargos en su orden. Obtuvo en oposición la cátedra de Filosofía del Colegio Doña María de Aragón y en segundas oposiciones obtuvo ser Lector de su convento en Toledo. 
En 1800 era ya rector del Colegio Doña María de Aragón y publicó Opúsculos de San Agustín, aunque ya en el capítulo de 1779 la Provincia le encargó que escribiera un Curso Filosófico y en 1789 le fue otorgado el magisterio al fallecer el padre Manuel Buencuchillo. El 21 de septiembre de 1800 se le dio licencia para representar junto a otro fraile y como procuradores a la Provincia de Santa Fe de Bogotá. En octubre es Secretario General. 
Junto con Manuel Risco estuvo encargado de la continuación de la España Sagrada del padre Enrique Flórez. Al mismo tiempo preparó su magna edición crítica de las obras de fray Luis de León y ya en 1804 publicó los dos primeros tomos de los cinco que tendría hasta 1806; la obra fue un éxito y fue muy reimpresa. En mayo de 1808 quedó de vicario en España de su Orden porque fue al Congreso de Bayona el padre Rey. Los josefinos le ofrecieron una canonjía en Palencia, pero rechazó patrióticamente el nombramiento; con la restauración cesó en 1814 como vicario y pasando al cargo de Asistente General de la Orden. Se refugió en casa de su hermano político Esteban de Agreda a causa de la revolución, y editó el primer tomo de Trabajos de Jesús, pero la edición fue confiscada por el gobierno; el ministro del interior accedió a que pudiera proseguir sus labores literarias y le entregó los ejemplares.  
El 31 de marzo de 1815 fue nombrado supernumerario de la Real Academia de la Historia y un año más tarde continuador oficial de la España Sagrada de Flórez. En 1819 y 1826 editó los tomos XLIII y XLIV de esta obra y a la muerte del padre Juan Fernández de Rojas en 1819, fue nombrado procurador general y en 1823 vicario de los Agustinos; algunos le acusaron de haber ocupado el cargo intrusamente, pero en el Capítulo General de 1827 protestó y fue borrada esa injuria del registro general. 
Muy enfermo y casi ciego, murió el 22 de marzo de 1830, a los 84 años, 6 meses y 20 días de su nacimiento. Fue sepultado en el cementerio de la Puerta de Fuencarral, desde donde posteriormente sus restos fueron trasladados, junto a los de José de la Canal, a la Sacramental de San Ginés y San Luis. Su retrato, obra de Rosa Ruiz de la Prada, se conserva en la Real Academia de la Historia.